# Jakob Rosted
Jakob Rosted, född den 23 oktober 1750, död den 8 oktober 1833, var en norsk pedagog och topograf.
Rosted, som 1803 blev rektor vid Kristiania katedralskola och 1805 titulärprofessor, var medlem av den 4 juni 1793 i Kristiania tillsatta kommittén för upprättande av ett norskt universitet och 1809 en bland stiftarna av Selskabet for Norges vel. Vetenskapliga förtjänster inlade han särskilt som redaktör av Topographisk journal for kongeriget Norge (häfte l-34, 1792-1808).